# Бобове (село)
Бобо́ве — село в Україні, у Тячівському районі Закарпатської області. Входить до складу Углянської сільської громади. Населення становить 198 осіб (станом на 2001 рік). Село розташоване на південному заході Тячівського району, за 12,5 кілометра від районного центру.

## Географія
Село Бобове лежить за 12,5 км на північний схід від районного центру, фізична відстань до Києва — 542,9 км.

## Населення
Станом на 1989 рік у селі проживали 268 осіб, серед них — 132 чоловіки і 136 жінок.
За даними перепису населення 2001 року у селі проживало 198 осіб. Рідною мовою назвали:
| Мова       | Кількість осіб | Відсоток |
| ---------- | -------------- | -------- |
| українська | 196            | 98,99%   |
| російська  | 2              | 1,01%    |

## Політика
Голова сільської ради — Рошко Василь Миколайович, 1960 року народження, вперше обраний у 2006 році. Інтереси громади представляють 34 депутати сільської ради:
| Партія         | Кількість депутатів | Відсоток |
| -------------- | ------------------- | -------- |
| самовисування  | 31                  | 91,18%   |
| Сильна Україна | 2                   | 5,88%    |
| Наша Україна   | 1                   | 2,94%    |

## Відомі люди
В селі живе мати героїня Голубка Ганна Федорівна – мати дев’яти дітей